# Toronto Jazz Festival
Das TD Toronto Jazz Festival ist ein jährlich seit 1987 an zehn Tagen Ende Juni und Anfang Juli in Toronto stattfindendes internationales Jazz-Festival. Veranstalter ist die gemeinnützige Organisation Toronto Downtown Jazz; die musikalische Leitung lag von der Gründung bis 2009 bei Jim Galloway.
Die Auftrittsorte sind an 40 Plätzen über die Stadt verstreut mit einem Schwerpunkt am Nathan Phillips Square in Downtown Toronto. Das Festival zieht jährlich hunderttausende Besucher an. Einige der Aufführungen sind frei.
Hier traten Jazzmusiker wie Miles Davis, Dizzy Gillespie, Sarah Vaughan, Cab Calloway, Ray Charles, Oscar Peterson, Dave Brubeck, Sonny Rollins, Sun Ra, Pat Metheny, Wynton Marsalis, Herbie Hancock, Stan Getz, Keith Jarrett, Wynton Marsalis, Diana Krall auf.
Bis zum Verbot von Tabakwerbung hieß es Du Maurier Jazz Festival. Das vorgestellte TD stammt vom Sponsor Toronto Dominion Bank.
Es folgt dem North by Northeast Festival in Toronto im Juni. Im Juli folgt auch ein zehntägiges Toronto Beaches Jazz Festival (Beaches International Jazz Festival) im Viertel The Beaches am Lake Ontario.